# یواس‌اس میدلند (ای‌کی-۱۹۵)
یواس‌اس میدلند (ای‌کی-۱۹۵) (به انگلیسی: USS Midland (AK-195)) یک کشتی بود که طول آن 388' 8" بود. این کشتی در سال ۱۹۴۴ ساخته شد.